# マーシャル・ブラント
マーシャル・リー・ブラント（Marshall Lee Brant , 1955年9月17日 - ）は、アメリカ合衆国カリフォルニア州出身の元プロ野球選手（内野手）。

## 来歴・人物
1975年のMLBドラフト4巡目でニューヨーク・メッツに指名され契約。1980年4月にニューヨーク・ヤンキースに移籍し、同年10月1日にメジャーデビュー。しかし、その後はマイナーリーグ生活となる。1983年6月にオークランド・アスレチックスに移籍し、メジャー再昇格を果たすものの、7月には再びマイナーリーグ生活となる。
1984年に日本ハムファイターズに入団し、来日。前年まで在籍したトニー・ソレイタに代わる大砲として期待されたが、変化球に対応できずに開幕5試合で二軍落ちとなる。一軍復帰後もスタメンと代打を往復し平凡な成績に終わるが、長打力と2年目の順応を期待され残留となる。
1985年は新外国人のマイク・パターソンとの併用に終始し、結局順応ぶりは見られなかったため、同年限りで退団となり、帰国した。

## 詳細情報

### 年度別打撃成績
| 年 度    | 球 団    | 試 合 | 打 席 | 打 数 | 得 点 | 安 打 | 二 塁 打 | 三 塁 打 | 本 塁 打 | 塁 打 | 打 点 | 盗 塁 | 盗 塁 死 | 犠 打 | 犠 飛 | 四 球 | 敬 遠 | 死 球 | 三 振 | 併 殺 打 | 打 率 | 出 塁 率 | 長 打 率 | O P S |
| -------- | -------- | ----- | ----- | ----- | ----- | ----- | -------- | -------- | -------- | ----- | ----- | ----- | -------- | ----- | ----- | ----- | ----- | ----- | ----- | -------- | ----- | -------- | -------- | ----- |
| 1980     | NYY      | 3     | 6     | 6     | 0     | 0     | 0        | 0        | 0        | 0     | 0     | 0     | 0        | 0     | 0     | 0     | 0     | 0     | 3     | 0        | .000  | .000     | .000     | .000  |
| 1983     | OAK      | 5     | 14    | 14    | 2     | 2     | 0        | 0        | 0        | 2     | 2     | 0     | 0        | 0     | 0     | 0     | 0     | 0     | 3     | 0        | .143  | .143     | .143     | .286  |
| 1984     | 日本ハム | 86    | 264   | 237   | 32    | 55    | 8        | 1        | 16       | 113   | 41    | 0     | 0        | 1     | 2     | 22    | 0     | 2     | 64    | 6        | .232  | .299     | .477     | .776  |
| 1985     | 日本ハム | 32    | 131   | 119   | 16    | 32    | 7        | 0        | 9        | 66    | 17    | 0     | 0        | 0     | 0     | 10    | 0     | 2     | 25    | 2        | .269  | .336     | .555     | .890  |
| MLB：2年 | MLB：2年 | 8     | 20    | 20    | 2     | 2     | 0        | 0        | 0        | 2     | 2     | 0     | 0        | 0     | 0     | 0     | 0     | 0     | 6     | 0        | .100  | .100     | .100     | .200  |
| NPB：2年 | NPB：2年 | 118   | 395   | 356   | 48    | 87    | 15       | 1        | 25       | 179   | 58    | 0     | 0        | 1     | 2     | 32    | 0     | 4     | 89    | 8        | .244  | .312     | .503     | .815  |

### 記録
NPB
- 初出場・初先発出場：1984年3月31日、対近鉄バファローズ1回戦（後楽園球場）、7番・指名打者で先発出場、2打数無安打（投手・鈴木啓示）
- 初安打・初打点：1984年4月26日、対南海ホークス6回戦（後楽園球場）、7回裏に竹口昭範から適時二塁打
- 初本塁打：1984年5月26日、対近鉄バファローズ10回戦（後楽園球場）、3回裏に小山昌男から左越ソロ
- 代打3打席連続本塁打　※史上初（後に1989年真弓明信、1996年藤立次郎、2011年ジョシュ・ホワイトセルが記録）
  - 1984年7月4日、対近鉄バファローズ15回戦（後楽園球場）、7回裏に二村忠美の代打で出場、谷宏明からソロ
  - 1984年7月7日、対阪急ブレーブス15回戦（後楽園球場）、6回裏に佐々木正行の代打で出場、山沖之彦からソロ
  - 1984年7月28日、対近鉄バファローズ17回戦（旭川スタルヒン球場）、6回裏に木村孝の代打で出場、谷宏明からソロ

### 背番号
- 61 （1980年）
- 19 （1983年）
- 33 （1984年 - 1985年）